# Ганьон, Митч
Митч Ганьон (англ. Mitch Gagnon; род. 10 октября 1984, Уэст-Ниписсинг, Онтарио) — канадский боец смешанного стиля, представитель легчайшей и полулёгкой весовых категорий. Выступает на профессиональном уровне с 2008 года, известен по участию в турнирах бойцовской организации UFC.

## Биография
Митч Ганьон родился 10 октября 1984 года в поселении Стурджен-Фоллс провинции Онтарио, Канада.
Практиковал бразильское джиу-джитсу, получив в этой дисциплине пурпурный пояс. Заниматься ММА начал в 2006 году.

### Начало бойцовской карьеры
Дебютировал в смешанных единоборствах на профессиональном уровне в сентябре 2008 года, в первом же раунде принудил своего соперника к сдаче с помощью гильотины. Дрался преимущественно на территории провинции Квебек в небольших канадских промоушенах, таких как Xtreme MMA, Ringside MMA, Warrior-1 MMA, Wreck MMA. В 2010 году завоевал титул чемпиона Ringside MMA в полулёгкой весовой категории, затем в 2011 году один раз защитил полученный чемпионский пояс, после чего спустился в легчайший вес.

### Ultimate Fighting Championship
Имея в послужном списке восемь побед и только одно поражение, Ганьон привлёк к себе внимание крупнейшей бойцовской организации мира Ultimate Fighting Championship. Его дебют в октагоне UFC был запланирован на январь 2012 года, Ганьон должен был встретиться с Джонни Бедфордом, но не смог получить американскую визу, и бой пришлось отменить. В итоге он впервые оказался в клетке UFC в июле — потерпел поражение сдачей от Брайана Карауэя, но при этом получил бонус за лучший бой вечера.
В сентябре 2012 года досрочно победил Уолела Уотсона, уже в первом раунде взял его на рычаг локтя и принудил к сдаче.
На март 2013 года планировался бой против Иссэя Тамуры, но в связи с травмой Ганьон отказался от этого поединка и был заменён Ти Джеем Диллашоу. Таким образом, в следующий раз канадский боец подрался лишь в сентябре — технической сдачей выиграл у Дастина Кимуры и удостоился награды за лучший приём вечера. Также в декабре этого года должен был состояться бой против Алекса Касереса, но у Ганьона вновь возникли проблемы с получением визы и он не смог вовремя прибыть в Австралию.
В 2014 году взял верх над такими бойцами как Тим Горман и Роман Саласар, но проиграл Ренану Барану.
После достаточно длительного перерыва, длившегося почти два года, в декабре 2016 года Митч Ганьон вернулся в октагон UFC — на домашнем турнире в Торонто единогласным решением судей уступил Мэттью Лопесу.
В июле 2017 года на турнире в Глазго мог встретиться с Бреттом Джонсом, но в конечном счёте выбыл из числа участников, его заменили Альбертом Моралесом.
Следующий раз Ганьон появился в клетке UFC лишь в мае 2019 года. Изначально его соперником являлся Брайан Келлехер, но в связи с травмой в итоге его заменили новичком организации Коулом Смитом. Ганьон проиграл этот бой единогласным судейским решением.

## Статистика в профессиональном ММА
| Боёв 17  | Побед 12 | Поражений 5 |
| -------- | -------- | ----------- |
| Нокаутом | 1        | 0           |
| Сдачей   | 10       | 2           |
| Решением | 1        | 3           |

| Результат | Рекорд | Соперник           | Способ                        | Турнир                                                   | Дата             | Раунд | Время | Место             | Примечание                                         |
| --------- | ------ | ------------------ | ----------------------------- | -------------------------------------------------------- | ---------------- | ----- | ----- | ----------------- | -------------------------------------------------- |
| Поражение | 12-5   | Коул Смит          | Единогласное решение          | UFC Fight Night: Iaquinta vs. Cowboy                     | 4 мая 2019       | 3     | 5:00  | Оттава, Канада    |                                                    |
| Поражение | 12-4   | Мэттью Лопес       | Единогласное решение          | UFC 206                                                  | 10 декабря 2016  | 3     | 5:00  | Торонто, Канада   |                                                    |
| Поражение | 12-3   | Ренан Баран        | Сдача (ручной треугольник)    | UFC Fight Night: Machida vs. Dollaway                    | 20 декабря 2014  | 3     | 3:53  | Баруэри, Бразилия |                                                    |
| Победа    | 12-2   | Роман Саласар      | Сдача (удушение сзади)        | UFC Fight Night: MacDonald vs. Saffiedine                | 4 октября 2014   | 1     | 2:06  | Галифакс, Канада  |                                                    |
| Победа    | 11-2   | Тим Горман         | Единогласное решение          | The Ultimate Fighter Nations Finale: Bisping vs. Kennedy | 16 апреля 2014   | 3     | 5:00  | Квебек, Канада    |                                                    |
| Победа    | 10-2   | Дастин Кимура      | Техническая сдача (гильотина) | UFC 165                                                  | 21 сентября 2013 | 1     | 4:05  | Торонто, Канада   | Приём вечера.                                      |
| Победа    | 9-2    | Уолел Уотсон       | Сдача (удушение сзади)        | UFC 152                                                  | 22 сентября 2012 | 1     | 1:09  | Торонто, Канада   |                                                    |
| Поражение | 8-2    | Брайан Карауэй     | Сдача (удушение сзади)        | UFC 149                                                  | 21 июля 2012     | 3     | 1:39  | Калгари, Канада   | Бой вечера.                                        |
| Победа    | 8-1    | Дэвид Харрис       | Сдача (гильотина)             | Ringside MMA 12: Daley vs. Fioravanti                    | 21 октября 2011  | 1     | 2:09  | Монреаль, Канада  | Дебют в легчайшем весе.                            |
| Победа    | 7-1    | Режан Гру          | Сдача (слэм)                  | Ringside MMA 10: Cote vs. Starnes                        | 9 апреля 2011    | 3     | 3:47  | Монреаль, Канада  | Защитил титул чемпиона Ringside в полулёгком весе. |
| Победа    | 6-1    | Гийом Ламарш       | Сдача (гильотина)             | Ringside MMA 6: Rage                                     | 10 апреля 2010   | 1     | 0:52  | Монреаль, Канада  | Выиграл титул чемпиона Ringside в полулёгком весе. |
| Победа    | 5-1    | Стефан Бернадель   | Сдача (гильотина)             | Wreck MMA: Fight for the Troops                          | 11 декабря 2009  | 1     | 0:38  | Гатино, Канада    |                                                    |
| Победа    | 4-1    | Джефф Харрисон     | Сдача (удушение сзади)        | Warrior-1 MMA 3: High Voltage                            | 10 октября 2009  | 1     | 4:32  | Гатино, Канада    |                                                    |
| Победа    | 3-1    | Эудженио Карпине   | Сдача (удушение сзади)        | Ringside MMA 1: The Comeback                             | 30 мая 2009      | 1     | 1:29  | Монреаль, Канада  |                                                    |
| Поражение | 2-1    | Уилл Ромеро        | Единогласное решение          | Xtreme MMA 7: House of Pain                              | 27 февраля 2009  | 3     | 5:00  | Монреаль, Канада  |                                                    |
| Победа    | 2-0    | Габриэль Лавалли   | Сдача (гильотина)             | Xtreme MMA 6: House of Pain                              | 8 ноября 2008    | 1     | 2:18  | Монреаль, Канада  |                                                    |
| Победа    | 1-0    | Дмитрий Варденбург | Сдача (гильотина)             | Xtreme MMA 5: It’s Crow Time                             | 13 сентября 2008 | 1     | 2:32  | Монреаль, Канада  |                                                    |